# Rio dos Cedros
Rio dos Cedros è un comune del Brasile nello Stato di Santa Catarina, parte della mesoregione della Vale do Itajaí e della microregione di Blumenau.
La maggior parte della popolazione della Valle dell'Itajaí è composta da discendenti di immigrati tedeschi, ma la popolazione di Rio dos Cedros è composta per l'85% da persone con antenati trentini perché i primi colonizzatori erano tutti tirolesi di lingua italiana, arrivati a partire dal 1875, provenienti da diverse valli dell'antico Tirolo Meridionale (attuale Provincia Autonoma di Trento), marcando profondamente la cultura locale.

## Storia
Nel 1875 sono arrivati nella Vale dell'Itajaí centinaia di tirolesi di lingua italiana oriundi dell'antico Impero Austro-Ungarico ai quali si aggiunsero alcune famiglie di emigrati veneti e lombardi originari dall'antico Regno d'Italia. Le località vicine erano già colonizzate da emigrati tedeschi oriundi dalla Prussia, della Pomerania e di altre regioni della Germania, così come emigrati polacchi e portoghesi.

## Popolazione
La maggioranza degli abitanti di Rio dos Cedros ha le sue origine nel Trentino allora chiamato Tirolo Italiano (attuale Provincia Autonoma di Trento) e sono tanti gli abitanti della città (anche giovani) che parlano ancora il dialetto trentino, detto anche "talian" per evidenziare il gruppo linguistico, visto che la valle è abitata da tante famiglie tedesche.
La cultura trentina è ancora nel quotidiano, così come nelle manifestazioni. Nel paese c'è un museo dedicato alla storia dell'immigrazione, un circolo trentino e tante chiese storiche costruite dagli emigrati.